# توده‌کوه راین
توده‌کوه راین (آلمانی: Rheinisches Schiefergebirge،  تلفظ [ˈʁaɪ̯nɪʃəs ˈʃi:fɐɡəˌbɪʁɡə] ()) یا ماسیف راین یا ارتفاعات راین در غرب آلمان، شرق بلژیک، لوکزامبورگ و شمال شرقی فرانسه قرار دارد. زهکش اصلی آن در جهت جنوب به شمال، رود راین و برخی شاخه‌های آن است. کوه‌های آیفل و آردنس در غرب و تپه‌های هونزروک در جنوب غربی آن هستند. در شرق آن کوه وستروالد و در جنوب شرقی، تاونوس قرار دارد.

## زمین‌شناسی
توده‌کوه راین از سنگ‌های دگرگونی به ویژه سنگ لوح تشکیل شده‌است. تغییر شکل و دگرگونی آن در دوره کوه‌زایی واریسکی (حدود ۳۰۰ میلیون سال پیش) رخ داده است.
بیشتر سنگ‌های راین در ابتدا رسوب بوده‌اند و عمدتاً در دورهٔ دوونین و کربنیفر در حوضهٔ آبریز هرسینینی راین ته‌نشین شده‌اند. در برخی نقاط آردنس سنگ‌های کهن‌تری مربوط به دوره‌های کامبرین تا سیلورین دیده می‌شود. در شرق توده‌کوه برخی رخنمون‌های مخدود از سنگ‌های اردویسین و سیلورین پایین وجود دارد. سنگ‌های اردویسینی در بخشی از جنوب تاونوس هم بیرون زده‌اند.
سنگ‌های نوع دوم، سنگ‌های آذرین دوره‌های ترشیاری و کواترنری هستند که بیشتر در فولکان‌آیفل، وستروالد و فوگلسبرگ دیده می‌شوند. سنگ‌های آتشفشانی مربوط به یک ستون گوشته‌ای هستند که به دلیل سبک و شناور بودن در چندصدهزار سال اخیر بالا آمده‌است.